# 沙拐枣属
沙拐枣属（学名：Calligonum）是蓼科下的一个属，为刚硬、多分枝灌木植物。该属共有80种，分布于地中海沿岸(北非、西亚和南欧)。